# Andrena cervina
Andrena cervina är en biart som beskrevs av Warncke 1975. Andrena cervina ingår i släktet sandbin, och familjen grävbin. Inga underarter finns listade i Catalogue of Life.